# Отыгрыш

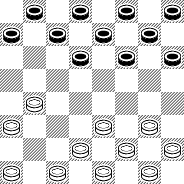

О́тыгрыш — один из дебютов в русских шашках. Табия дебюта возникает после 1. cd4 dc5 2. bc3 cd6 3. cb4 ba5 4. d:b6 a:c7 и характеризующего начало боя назад 4…a5:c7.
Известны несколько разработанных дебютных схем старинного начала, имеющих самостоятельное название.
Отыгрыш с 2.dc3: 1.cd4 dc5 2.dc3
Отыгрыш с 3.ab2: 1.cd4 dc5 2.bc3 cd6 3.ab2
Отыгрыш с 3.gf4: 1.cd4 dc5 2.bc3 cd6 3.gf4
Отыгрыш Сокова с 2.gh4: 1.cd4 dc5 2.gh4
Отыгрыш вперед: 1. cd4 dc5 2. cb4 ba5 3. cd6 ab3 4. db4 ac5
Дебют обратный отыгрыш разыгрывается чёрными, в отличие от табии отыгрыша, у второй стороны (белых) появляется один лишний ход.
Большой вклад в исследование новых вариантов дебюта дал Василий Соков
Он в 1934 году применил новинку: 1.c3-d4 d6-c5 2.g3-h4 c7-d6 3.h2-g3
А новая система в отыгрыше, которую Л. Рамм назвал «система Сокова»: 1.c3-d4 d6-c5 2.b2-c3 c7-d6 3.g3-f4. Как вариант — 3.c3-b4 b6-a5 4.d4:b6 a5:c7 5.e3-d4, отдавая чёрным центр, который позже белые охватят с флангов
Знатоком данного дебюта считался в своё время мастер Э.Цукерник, который в своем труде «Теория дебютов» пытался максимально исследовать его.

## История
Название началу дал Давыд Саргин. Разбирая в журнале Шашечница (Москва) свою партию с С. Романычевым (черные), начавшуюся так: 1. cd4 dc5 2. bc3 cd6 3. gf4 ba5 4. d: b6 a: c7, он отмечал:
«этот размен назад нередко употребляется городскими игроками; это, если можно так выразиться, игра на отыгрыш»
 (цитируется по книге: Русские шашисты. — М., 1987. — С. 19.)
Прежнее название — отыгрыш за чёрных, в противоположность отыгрышу за белых — современному обратному отыгрышу.